# Thaya (fiume)
La Thaya (così in tedesco, in ceco: Dyje [ˈdɪjɛ]) è un fiume in Europa Centrale, affluente della Morava. È lungo circa 285 km e ha un corso sinuoso da ovest a est al confine tra la Bassa Austria (Austria) e la Moravia Meridionale (Repubblica Ceca), benché non rappresenti esattamente il confine nella maggior parte dei tratti. La sua sorgente è in due fiumi minori, la Thaya tedesca (Deutsche Thaya) e la Thaya morava (in ceco: Moravská Dyje, tedesco: Mährische Thaya), la confluenza dei quali è situata presso Raabs. Il nome significa "l'inerte".
Nel suo corso superiore, la Thaya scorre attraverso profonde gole, lungo le quali costeggia molti castelli. In Moravia è arginata in diversi tratti.
Porta lo stesso nome del fiume (Dyje) anche un piccolo villaggio nel distretto di Znojmo in Repubblica Ceca.

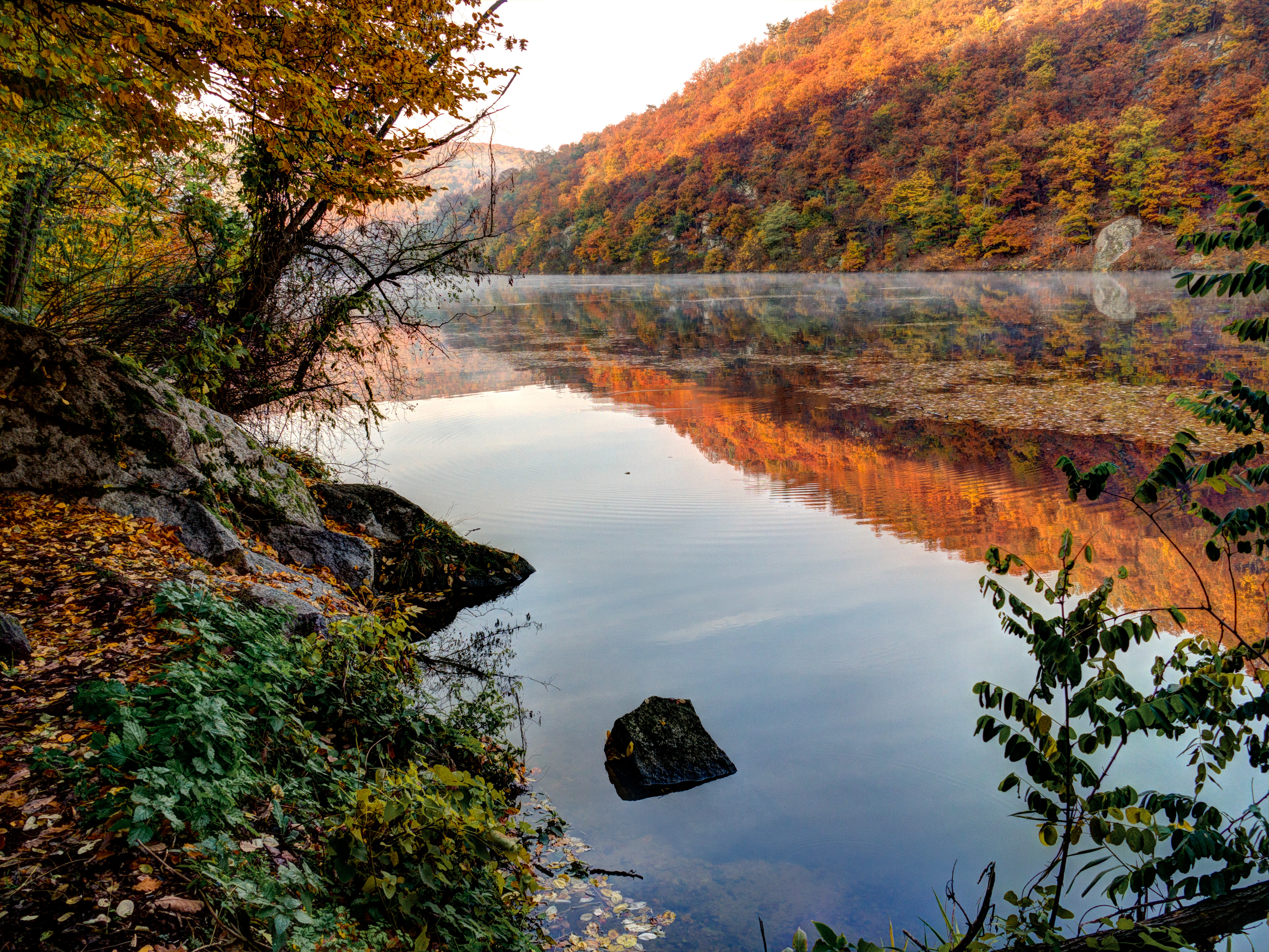

Città lungo il corso della Thaya:
- Waidhofen an der Thaya
- Raabs an der Thaya
- Drosendorf-Zissersdorf
- Vranov nad Dyjí
- Hardegg
- Znojmo
- Laa an der Thaya
- Lednice
- Břeclav